# Галерея современного искусства (Лейпциг)
Галерея современного искусства (нем. Galerie für Zeitgenössische Kunst, GfZK) — художественный институт и музей современного послевоенного искусства в немецком городе Лейпциг в федеральной земле Саксония.
Галерея была основана в конце 1990 года по инициативе историка искусства Клауса Вернера (нем. Klaus Werner) при поддержке Фонда культуры Федерального объединения немецкой индустрии с целью поощрения современного немецкого и международного искусства. Первое время, однако, галерея не имела собственных помещений, и вплоть до 1998 года её выставки проводились на сторонних площадках.
16 мая 1998 года Галерея современного искусства разместилась в отреставрированной вилле Херфурт (нем. Villa Herfuth) в так называемом Квартале музыки по соседству с Высшей школой графики и книжного искусства; прилегающий бывший кучерский дом был дополнен художественной студией по проекту Петера Кулки (нем. Peter Kulka), в настоящее время использующейся в качестве гостевого дома. В дополнение в конце 2004 года в спроектированном архитектурным бюро as-if berlinwien одноэтажном функциональном здании с раздвижными внутренними стенами был открыт новый обширный выставочный зал, где разместилось и музейное кафе, каждые три года меняющее своё художественное оформление.
В настоящее время музей находится под управлением специального фонда, представленного попечительским фондом галереи, городом Лейпцигом и федеральной землёй Саксонией; при этом значительная часть финансирования обеспечивается Арендом Эткером, возглавлящим концерн Dr. Arend Oetker Holding GmbH & Co. KG.